# 范胤
范胤（1997年12月10日—），中国广东广州人，职业围棋八段棋手。他2011年入段，2017年11月升为七段，2019年8月升为八段
。在定段前，他曾跟随岳亮前往韩国道场学棋四年。

## 国内比赛成绩
2014年4月，范胤在2014年中国围棋乙级联赛中代表中国平煤神马集团围棋队取得六胜一负的成绩。
2016年9月，范胤以九战全胜的成绩获得2016年全国围棋个人赛男子甲组冠军。

## 国际比赛成绩
2016年，范胤在第3届百灵杯本赛中战胜寺山怜、毛睿龙和时越，进入八强。

## 升段履历
- 2011年07月25日	初段
- 2013年07月19日	二段
- 2013年07月30日	三段
- 2014年07月27日	四段
- 2016年07月22日	五段
- 2016年10月08日	六段
- 2017年11月22日	七段
- 2019年08月10日	八段